# St. Cyriakus (Frankfurt am Main)

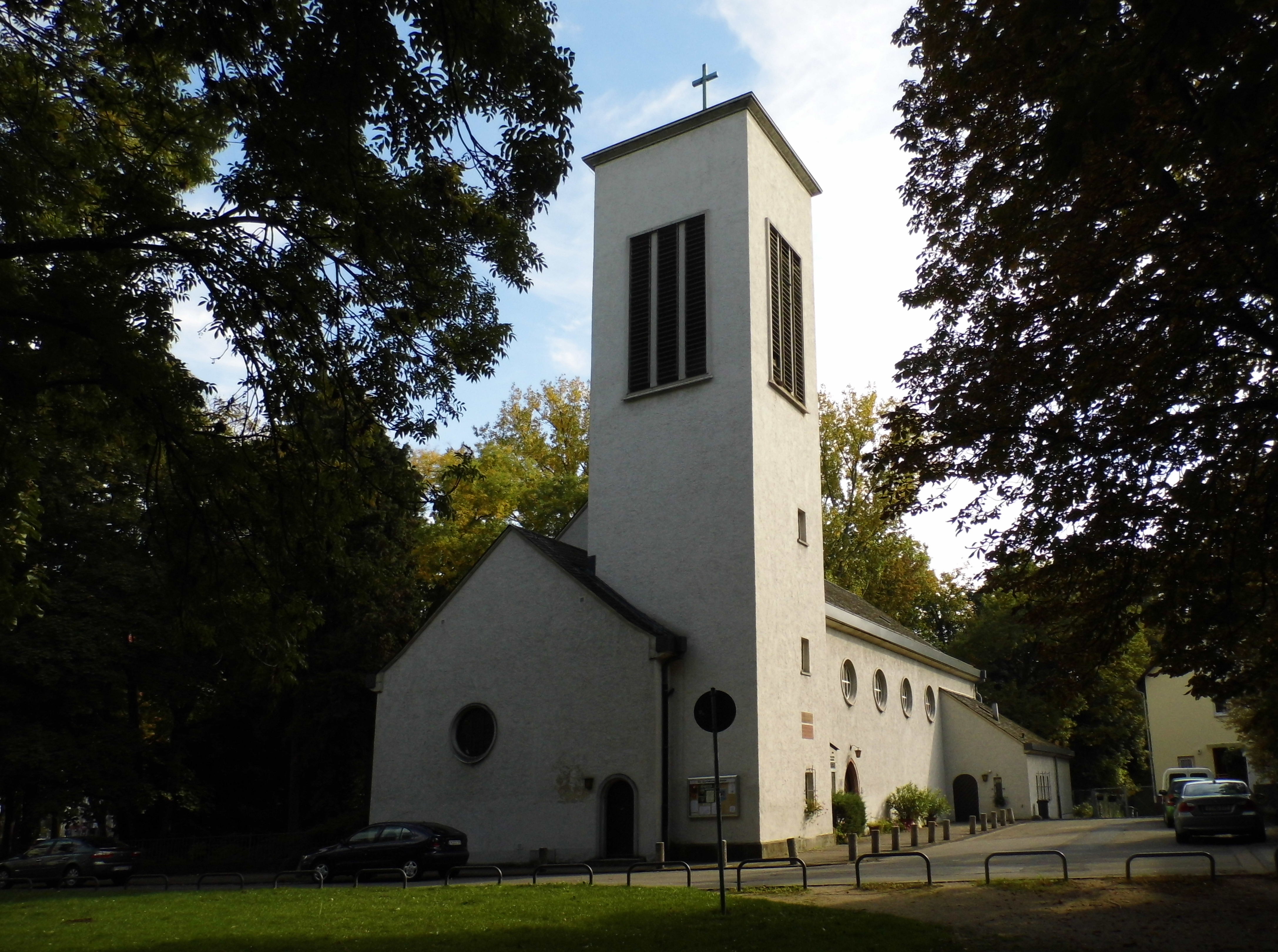
Frankfurt am Main-Rödelheim, Cyriakuskirche

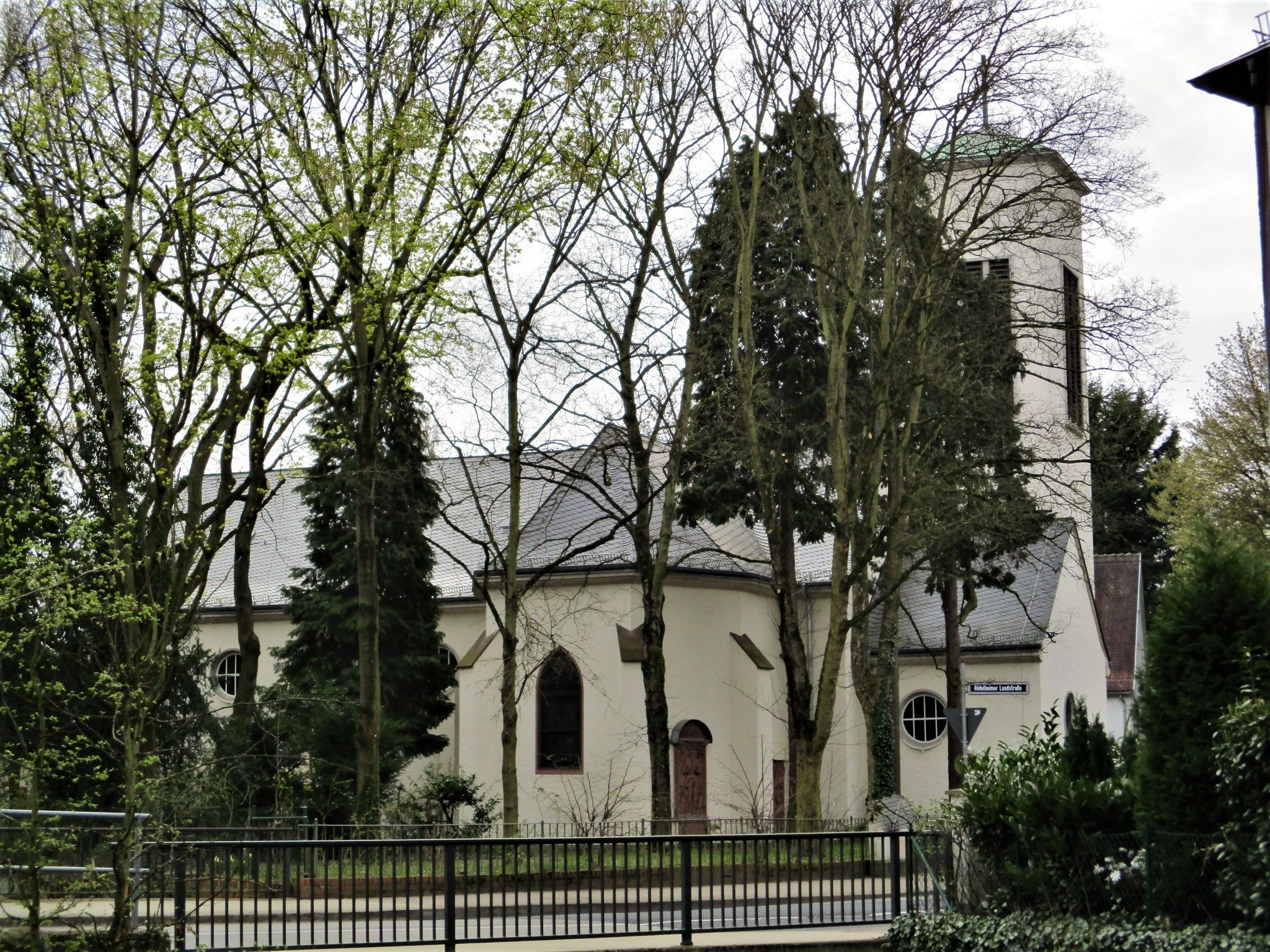
Cyriakuskirche – Seitenansicht

Die Cyriakuskirche ist eine denkmalgeschützte evangelische Kirche im Stadtteil Rödelheim von Frankfurt am Main. Sie befindet sich an der Straße Auf der Insel.
Für das Jahr 788 wird eine Kirche in „Radilenheim“ in einer Urkunde des Klosters Lorsch erwähnt. Für 1356 wird eine „Kapelle außerhalb der Rödelheimer Burg“ urkundlich erwähnt. Beides scheint sich auf die Vorgängerbauten der heutigen Cyriakuskirche zu beziehen. In den Jahren von 1463 bis 1467 wurde die Kirche umgebaut und erweitert. In dieser Zeit arbeitete der Frankfurter Maler Conrad Fyoll in der Kirche. Von diesem Bau ist heute noch die Cyriakuskapelle erhalten. Im Jahre 1895 wurde die Cyriakuskirche erneut erweitert und erhielt einen Kirchturm. Nach der Zerstörung im Zweiten Weltkrieg bei den Luftangriffen auf Frankfurt am Main wurden 1951/53 der alte gotische Chorraum und das Kirchenschiff nach einer Vorplanung von Werner W. Neumann wieder aufgebaut. Im Jahr 1956 wurde die Kirche mit einer Orgel von Steinmeyer ausgestattet. Weitere Umbauen folgten um 2010 und 2022.
Heute versammelt sich hier die evangelische Cyriakusgemeinde.